# Гротеск (фильм)
«Гротеск» — японский фильм ужасов 2009 года режиссёра Кодзи Сираиси.

## Сюжет
Ясным солнечным днём молодой человек Кадзуо и девушка Аки возвращаются со своего первого свидания. Аки спрашивает: «А ты умер бы за меня?» — «Если понадобится, я сделаю всё, что в моих силах», — отвечает он. Через несколько секунд из машины, стоящей в тоннеле, на них набрасывается маньяк с молотком. Оглушив молодых людей, он отвозит их к себе, а там подвергает всевозможным физическим и психологическим пыткам, с помощью бензопилы и прочих инструментов лишая своих жертв различных частей тела. И тоже всё время спрашивает: «Готов ли ты умереть за неё?»
По мнению Аки, маньяк стал таким не случайно: у него нет друзей, потому что никто не может вынести ужасную вонь, которая от него исходит. Но сам садист об этом не знает, поскольку нечувствителен к запахам. И никто до сих пор не сообщил ему об этом недостатке. Пока это не сделала Аки.

## В ролях
- Цугуми Нагасава — Аки
- Хироаки Кавацурэ — Кадзуо
- Сигэо Осако — садист

Фильм запрещен к показу в Соединённом Королевстве Британской комиссией по классификации фильмов.